# Squamipalpis ochreoplagiata
Squamipalpis ochreoplagiata là một loài bướm đêm trong họ Noctuidae.